# Filippo Lancellotti
Filippo Lancellotti (ur. 17 sierpnia 1732 w Rzymie, zm. 13 lipca 1794 tamże) – włoski kardynał.

## Życiorys
Urodził się 17 sierpnia 1732 roku w Rzymie, jako syn Ottavia Lancellottiego i Marii Angelici Lante Montefeltro della Rovere. W młodości został protonotariuszem apostolskim, relatorem Świętej Konsulty i audytorem Roty Rzymskiej. 21 lutego 1794 roku został kreowany kardynałem diakonem, jednak nie otrzymał kościoła tytularnego. Zmarł 13 lipca 1794 roku w Rzymie.